# Puntius sharmai
Puntius sharmai är en fiskart som beskrevs av Menon och Rema Devi, 1993. Puntius sharmai ingår i släktet Puntius och familjen karpfiskar. IUCN kategoriserar arten globalt som starkt hotad. Inga underarter finns listade i Catalogue of Life.